# Токариха (Новоуспенська сільрада)
Токариха (рос. Токариха) — присілок в Ветлузькому районі Нижньогородської області Російської Федерації.
Населення становить 15 осіб. Входить до складу муніципального утворення Новоуспенська сільрада.

## Історія
Від 2009 року входить до складу муніципального утворення Новоуспенська сільрада.

## Населення
| 1999 | 2002 | 2010 |
| ---- | ---- | ---- |
| 36   | ↘24  | ↘15  |